# برايان غارفي
برايان غارفي (بالإنجليزية: Brian Garvey)‏ هو لاعب كرة قدم بريطاني، ولد في 3 يوليو 1937 في كينغستون أبون هال في المملكة المتحدة. لعب مع كولتشستر يونايتد ونادي واتفورد وهال سيتي.